# 答辯
答辯（英語：Answer）在法律是指反對某人或某事的莊嚴聲明，因此一般用以反陳述、辩护以及回覆、回應问题，或表达对問題的反对，或者是問題的正確解決方案。
在普通案件中，答案是由被告發出的訴狀，這个答案通常在提交并送達原告后在一定的時間限制内上訴或刑事起訴或起訴書已送達被告人。答案可能可選，也就是有多个答案供選擇。“預答案”，就是驳回或者抗辩；上述議案如不成功，被告必须提交答辯申訴。
在刑事案件中，被告来到法庭前通常会有传讯。在刑事案件起诉时，传讯时的问题和答案会公开在法庭，通常是有罪或无罪。一般而言在私人案件和民事案件不存在有罪或者无罪抗辩。只有公平的补救措施，像授予金钱赔偿或归还或永久禁制令或一些其他类型的判断。刑事案件可能会导致罚款或其他惩罚，如徒刑。